# جونا كيم
جونا كيم هو عازف تشيلو كوري الجنوبي، ولد في 8 يونيو 1988.